# Фактор частоты
Фактор частоты (называемый также фактором Аррениуса или фактором вероятности) — в физической химии константа перед экспонентой в уравнении Аррениуса, которая показывает, насколько вероятно, что молекулы реагентов при столкновениях имеют правильную ориентацию для того, чтобы произошла химическая реакция. Обычно обозначается буквой A. Фактор частоты A слабо зависит от температуры. Изменение температуры от 200 °C до 300 °C приводит к изменению частоты столкновений на 10 % и обычно не учитывается.